# 太田出
太田 出（おおた いずる、1965年 - ）は、日本の歴史学者、京都大学大学院人間・環境学研究科教授。専門は中国近世史～現代史、台湾現代史、日中戦争史で、近年は中国法制史、中国農村調査（フィールドワーク）のほか、中国海洋戦略史や日中戦争史などの研究にも着手している。博士（文学）（大阪大学）。

## 略歴
- 1965年 愛知県名古屋市に生まれる
- 1984年 愛知県立瑞陵高等学校卒業
- 1988年 金沢大学文学部卒業
- 1990年 大阪大学大学院文学研究科博士前期課程（東洋史学）
- 1993年 大阪大学大学院文学研究科博士後期課程（東洋史学）
- 1995年 中国人民大学清史研究所（北京）公費留学（文部省）・高級進修生。
- 1999年 大阪大学大学院文学研究科助手
- 2001年 神戸商科大学商経学部（現：兵庫県立大学経済学部）助教授（後に准教授）
- 2011年 広島大学大学院文学研究科准教授
- 2016年 京都大学大学院人間・環境学研究科教授

## 編著書
- 『中国近世の罪と罰 - 犯罪・警察・監獄の社会史』（名古屋大学出版会） 2015年
- 『関羽と霊異伝説 清朝期のユーラシア世界と帝国版図』（名古屋大学出版会） 2019年

## 関連リンク（出典）
- 京大×ほとぜろ コラボ企画「なぜ、人は○○なの!?」
- 京都大学教育・研究活動データベース
- reseachmap
- 太田 出 (izuru.ota) - Facebook

| スタブアイコン | サブスタブ | この項目は、まだ閲覧者の調べものの参照としては役立たない、人物に関連した書きかけの項目です。この項目を加筆・訂正などしてくださる協力者を求めています（P:人物伝/PJ:人物伝）。 |